# Iwan Dmitrijewitsch Schadr
Iwan Dmitrijewitsch Schadr (russisch Иван Дмитриевич Шадр, geboren als Iwan Dmitrijewitsch Iwanow; * 30. Januarjul. / 11. Februar 1887greg. im Dorf Taktaschi bei Mischkino, Ujesd Tscheljabinsk; † 3. April 1941 in Moskau) war ein russischer bzw. sowjetischer Bildhauer.

## Leben
Schadr war das dritte von zwölf Kindern des Zimmermanns und Ikonenmalers Dmitri Jewgrafowitsch Iwanow (1862–1926) aus Schadrinsk. Schadr wuchs in Schadrinsk auf und kam 1898 nach Jekaterinburg in die Fabrik der Kaufleute Panfilow, wo er zunächst als Laufbursche und dann als Wächter und Lader arbeitete. 1901 flüchtete er aus der Fabrik. Ohne jegliche Vorbereitung bestand er die Zeichenprüfung für die Jekaterinburger Kunst- und Gewerbeschule (seit 1987 Swerdlowsker Schadr-Kunstschule). Dort studierte er bei Teodors Zaļkalns bis 1906.
Im Sommer 1907 wanderte Schadr mit seinem Kommilitonen Pjotr Drobyschew zu den Orten, an denen Maxim Gorki gewesen war. Sie kamen an die Kama, die Wolga und den Don und reisten in den Kaukasus, in die Ukraine und nach Moskau. Schadr wanderte dann zu Fuß nach St. Petersburg. Als er von der Kaiserlichen Akademie der Künste nicht angenommen wurde, betätigte er sich als Straßensänger. Als der Regisseur des Alexandrinski-Theaters Michail Darski ihn hörte, verhalf er ihm zu einem Platz in den Höheren Dramatischen Kursen der St. Petersburger Kaiserlichen Theaterschule, um Gesang zu studieren. In der Schule zeichnete und modellierte Schadr weiter. Seine Zeichnungen gelangten zu Ilja Repin, der sie hoch bewertete. Aufgrund einer Petition der St. Petersburger Förderer Schadrs bewilligte ihm die Stadtregierung ein Stipendium. Auch besuchte Schadr Nicholas Roerichs Zeichenschule der Kaiserlichen Gesellschaft zur Förderung der Künste und die Musik-Dramatische Schule. Ab 1908 benutzte er das Pseudonym Schadr im Hinblick auf seine Heimatstadt Schadrinsk, um sich von den vielen Iwanows zu unterscheiden. Es folgte der Wehrdienst in der Kaiserlich Russischen Armee.
1910 konnte Schadr dank der Hilfe Repins und anderer Kulturschaffender ins Ausland reisen. In Paris war er Student der von Auguste Rodin und Antoine Bourdelle geleiteten städtischen höheren Kurse für Bildhauerei und Malerei in der Académie de la Grande Chaumière. 1911 schickten ihn seine Pariser Lehrer nach Rom zu einem Praktikum in der Accademia di Belle Arti di Roma.
1912 kehrte Schadr nach Russland zurück. In Moskau studierte er am Archäologischen Institut. Während des Ersten Weltkriegs arbeitete er 1914–1917 beim Filmindustriellen Alexander Chanschonkow. Nach der Oktoberrevolution ging er mit seiner Familie im beginnenden Bürgerkrieg nach Omsk. Er hielt Kunstvorlesungen, arbeitete an einem Denkmal für den Oberbefehlshaber der Weißen Armee General Lawr Kornilow, bereitete ein Projekt für die Ernennung von Admiral Alexander Koltschak zum Obersten Regenten Russlands vor und geriet schließlich in die Gefangenschaft der vorrückenden Roten Armee. Er arbeitete dann in der Politaufklärung der Roten 5. Armee und im Sibirischen Revolutionskomitee. Als 1921 die Eisenbahnverbindung wieder hergestellt war, kehrte Schadr nach Moskau zurück.
1922 schuf Schadr im Auftrag des Unternehmens Gosnak einen Arbeiter, einen Bauern und einen Rotarmisten zunächst in Gips (Russisches Museum) und dann in Bronze (Tretjakow-Galerie), die als Vorlagen für Briefmarken, Banknoten und Staatspapiere benutzt wurden und als Geldmänner bekannt waren. Die Vorbilder für seine Figuren hatte er in einem Dorf bei Schadrinsk gefunden. 1923 beteiligte sich Schadr an der Gestaltung der Allrussischen Landwirtschafts-, Gewerbe- und Industrieausstellung in Moskau, aus der schließlich die Ausstellung der Errungenschaften der Volkswirtschaft (WDNCh) entstand. Dort wurden auch Schadrs Skulpturen mit Erfolg ausgestellt. 1924 schuf er die Skulptur Lenin im Sarg, mit der er sich als führender Bildhauer von Lenindarstellungen auswies. Während der nächsten 13 Jahre schuf er 16 Leninskulpturen. Eine der bedeutendsten wurde 1927 auf dem Gelände des Kura-Wasserkraftwerks in Georgien aufgestellt, 1991 wurde sie demontiert. 1926 wurde Schadr Mitglied der Gesellschaft der russischen Bildhauer, der Vorläuferin der Union der sowjetischen Bildhauer.
1926 besuchte Schadr Frankreich und Italien. In Paris gestaltete er die Büste des dortigen Bevollmächtigten der UdSSR Leonid Krassin, die er dann in Marmor ausführte.
Im Frühjahr 1930 schufen Schadr und der Bildhauer Pjotr Tajoschny nach Iwan Dubassows Entwurf mit dem Lenin-Foto Wiktor Bullas das Modell des Leninordens. Darauf stellte Alexei Pugatschow den Prägestempel her, mit dem noch im selben Jahr die ersten Leninorden in der Gosnak-Fabrik geprägt wurden.
1931 erstellte Schadr eine Gedenkplatte für Wladimir Fritsche. 1933 schuf er im Auftrag des Zentralkomitees der KPdSU zusammen mit dem Architekten Iwan Scholtowski den Gedenkstein für Stalins Frau Nadeschda Allilujewa. 1934 begann Schadr die Arbeit an der Skulptur Mädchen mit dem Ruder für eine Serie von Skulpturen im von Alexander Wlassow 1934 erneuerten Gorki-Park. Die Skulptur wurde 1935 in der Mitte des Brunnens in der Hauptallee des Gorki-Parks aufgestellt. Nach Kritik wurde die Skulptur noch im selben Jahr in den Gorki-Park von Lugansk umgesetzt. Eine kleinere Kopie befindet sich in der Moskauer Tretjakow-Galerie. Im Sommer 1936 schuf Schadr ein auf eine Höhe von acht Metern vergrößertes Mädchen mit dem Ruder aus getöntem Beton, das im Moskauer Gorki-Park an der ursprünglichen Stelle aufgestellt, allerdings im Deutsch-Sowjetischen Krieg 1941 durch einen Bombentreffer zerstört wurde. Romuald Iodko schuf verschiedene Versionen des (bekleideten) Mädchens mit dem Ruder, von denen viele Kopien an vielen Orten aufgestellt wurden.
Schadr arbeitete Ende der 1930er Jahre an dem Projekt für ein Puschkin-Denkmal. 1939 schuf er eine Gorki-Skulptur in Gestalt eines Sturmvogels. Im selben Jahr bereitete er ein größeres klassisches Gorki-Denkmal vor. Dieses Denkmal wurde allerdings erst lange nach Schadrs Tod von Wera Muchina und ihren Mitarbeiterinnen am Moskauer Belarussischen Bahnhof aufgebaut.
Der größte Teil der Arbeiten Schadrs befindet sich im Moskauer Staatlichen zentralen Museum für zeitgenössische Geschichte Russlands.
Schadr war verheiratet mit der Moskauerin Tatjana Wladimirowna Gurjewa (1893–1974) und hatte keine Kinder.
Sein Grab befindet sich auf dem Nowodewitschi-Friedhof in Moskau. 1984 wurde in Schadrinsk eine vom Bildhauer Juri Tschernow und vom Architekten Garold Issakowitsch erbaute Schadr-Denkmalsanlage eingeweiht.

## Preise
- 3. Preis der Allrussischen Kunstausstellung zum 10. Jahrestag der Oktoberrevolution für die Skulptur Pflasterstein als Waffe des Proletariats (1928)[3]
- Stalinpreis I. Klasse (1952 postum) für das Gorki-Denkmal am Moskauer Belarussischen Bahnhof

## Werke

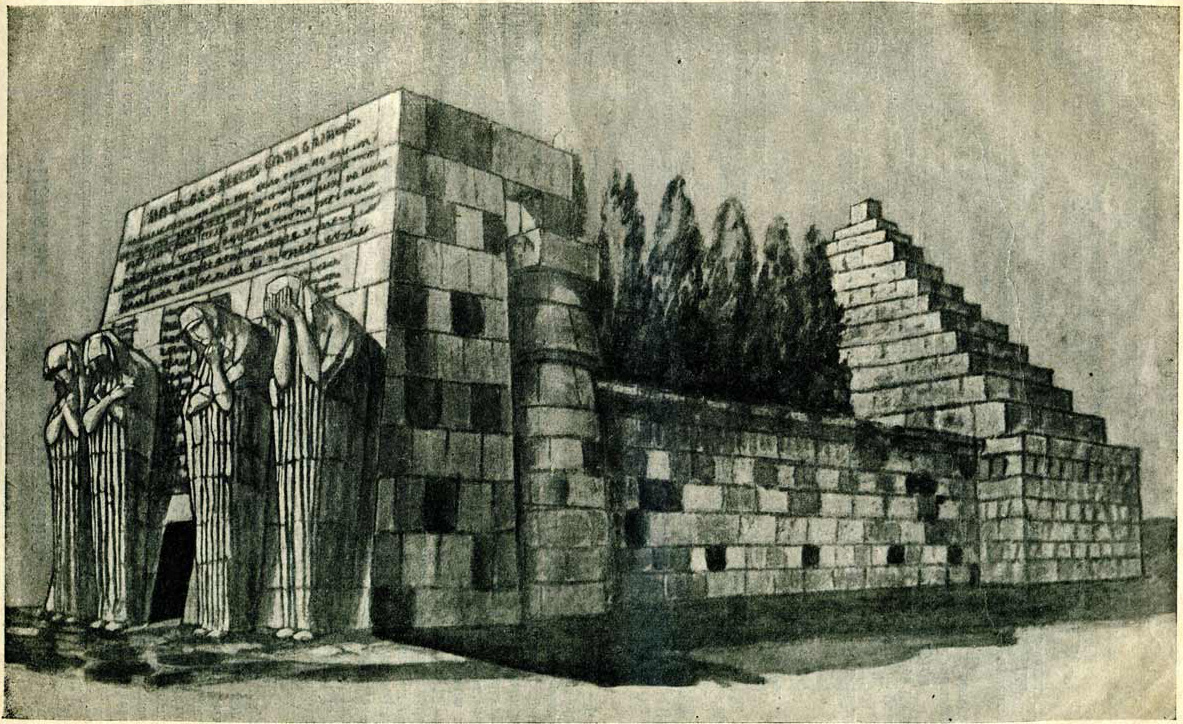
Denkmal für das Leid der Welt (1915, nicht realisiert)
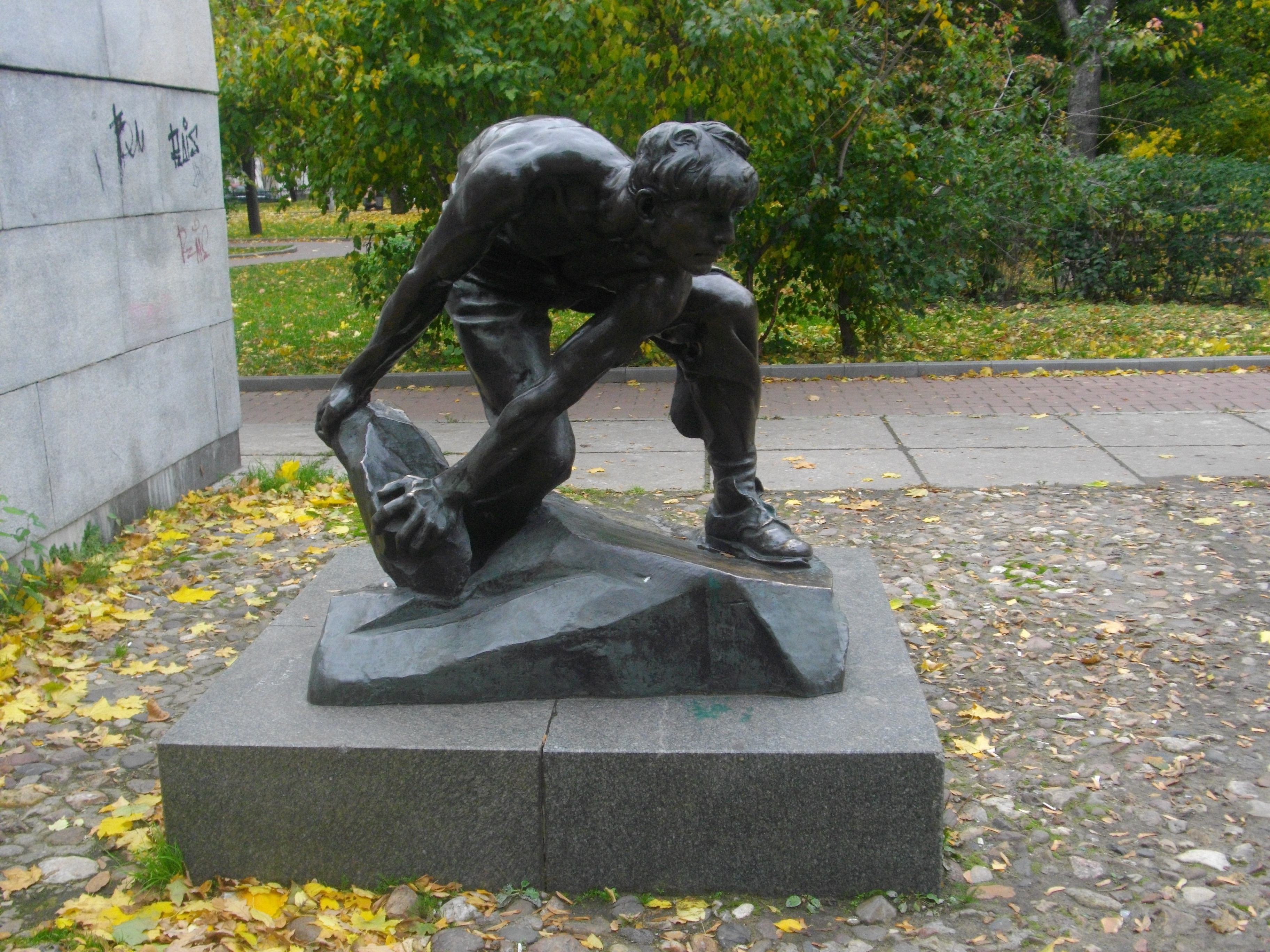
Der Pflasterstein als Waffe des Proletariats (Gips 1927, Bronze 1947), Park des Moskauer Dezemberaufstands 1905, Moskau
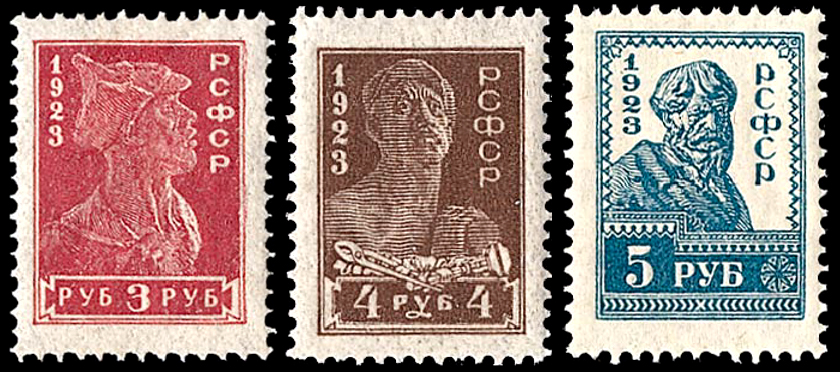
Schadrs Geldmänner (Post der UdSSR, 1923)
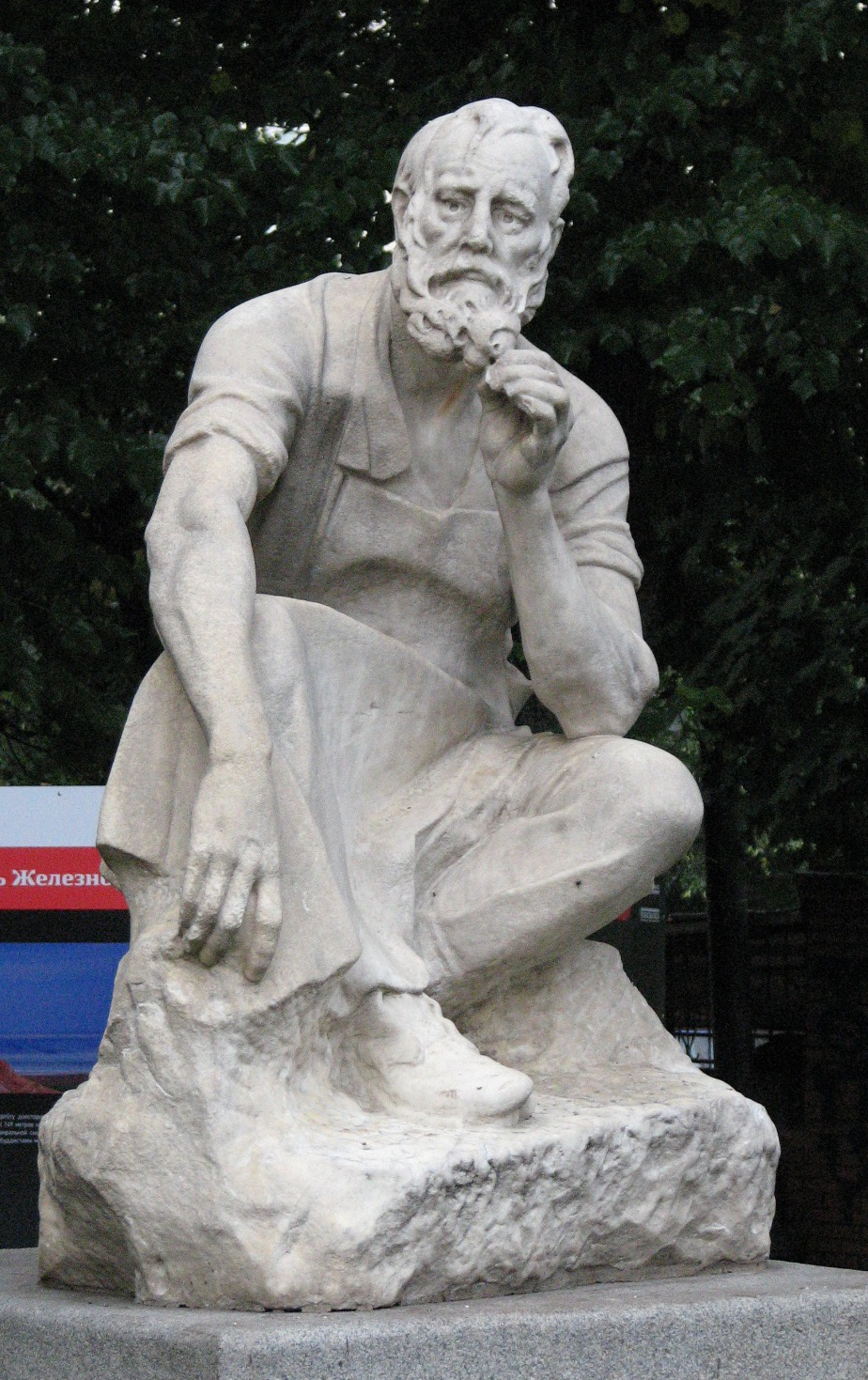
Der Saisonarbeiter (1929)
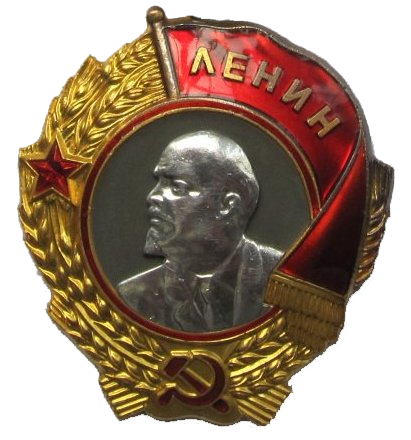
Leninorden (1930)
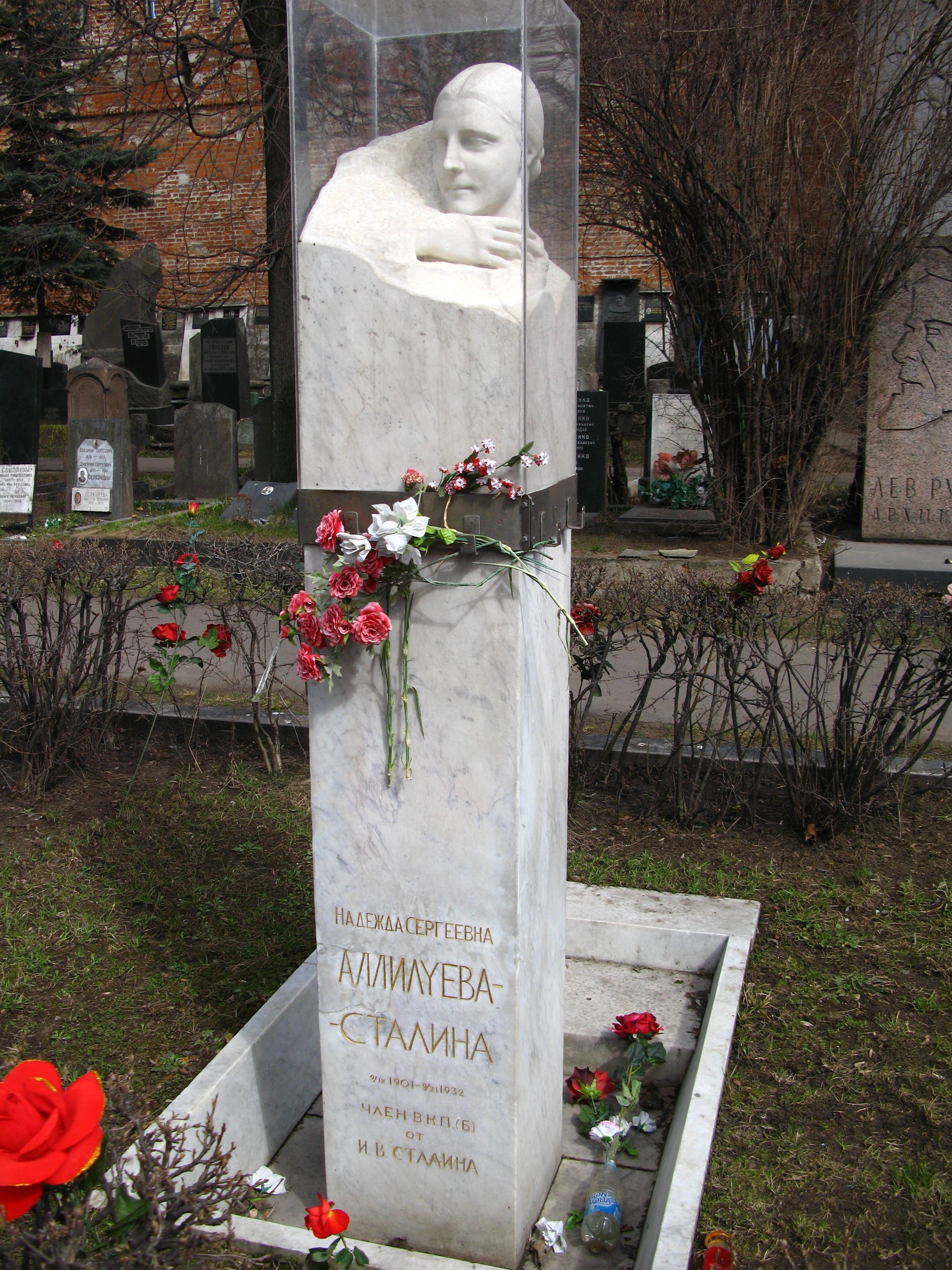
Grabdenkmal für Nadeschda Allilujewa (1933)
Gorki-Denkmal am Moskauer Belarussischen Bahnhof